# Hrabiše IV. Hrabišic
Hrabiše IV. Hrabišic († po roce 1197) byl český šlechtic z rodu Hrabišiců.

## Život
V pramenech se připomíná pouze v roce 1197 po boku svého otce Hrabiše III. Hrabišice. Poté se z pramenů stejně jako jeho otec vytratil. Měl bratra Všebora IV. a Kojatu IV. Hrabišice. Byl pohřben zřejmě v rodovém oseckém klášteře, který založil jeho strýc Slavek I. Hrabišic.